# Apristurus manis
Apristurus manis es una especie de peces de la familia Scyliorhinidae en el orden de los Carcharhiniformes.

## Morfología
Los machos pueden llegar alcanzar los 85 cm de longitud total y las hembras los 76 cm.

## Reproducción
Es ovíparo.

## Distribución geográfica
Se encuentra en las costas de Irlanda, Sudáfrica, Massachusetts (Estados Unidos) y posiblemente en Mauritania.